# Kunstpfad am Mummelsee

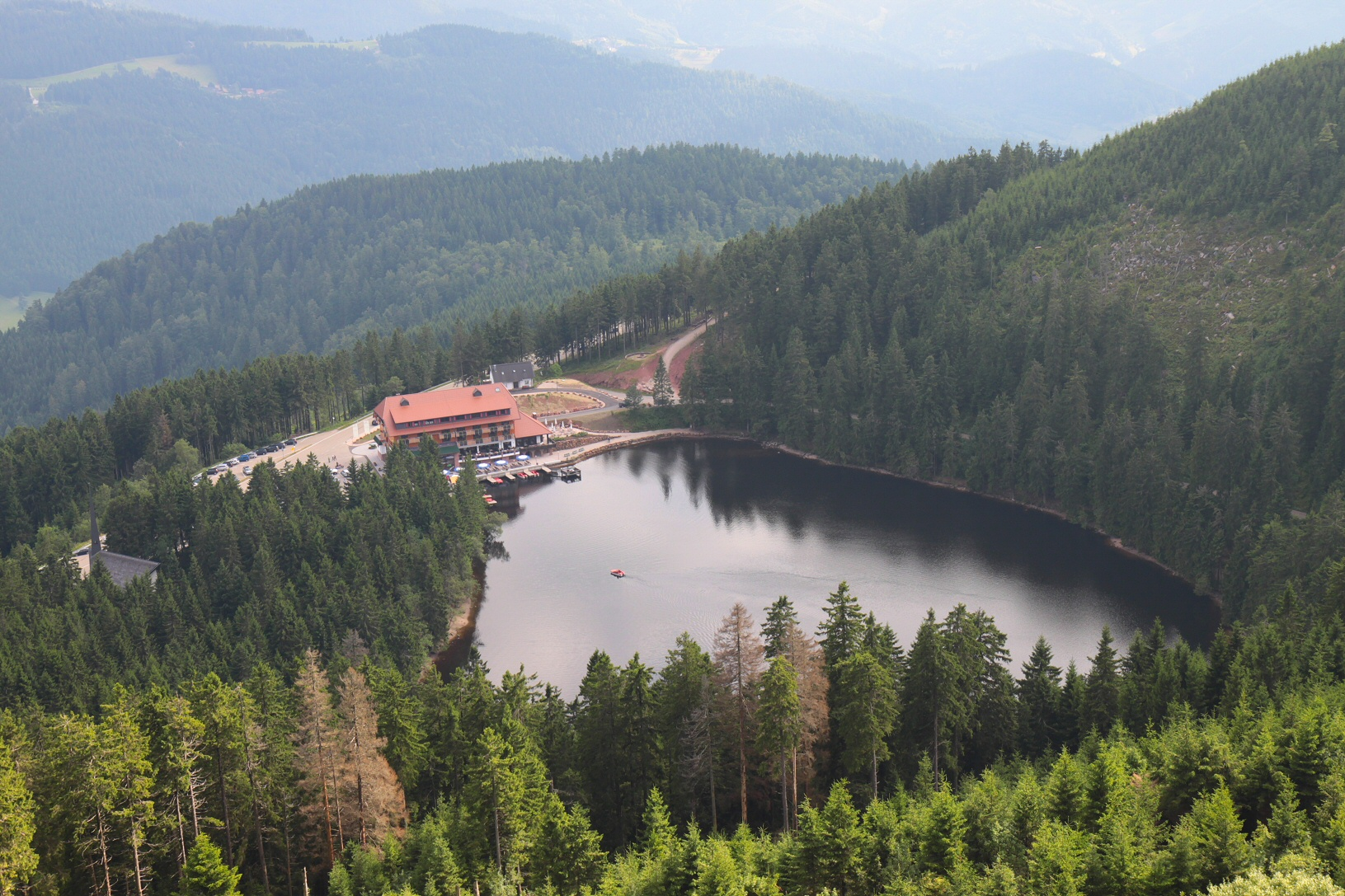
Der Mummelsee

Der Kunstpfad am Mummelsee ist ein Skulpturenweg rund um den Mummelsee, der sich bei der Gemeinde Seebach in der Nähe von Achern im Nordschwarzwald in Baden-Württemberg befindet.

## Geschichte
Der Skulpturenweg entstand im Wesentlichen zwischen 1999 und 2003 durch Bildhauer und Bildhauerinnen aus Deutschland, Frankreich, Großbritannien und der Schweiz in der Bearbeitung des Themas Kunst und Natur sowie Poesie und Mythen rum um den Mummelsee. Sie schufen vor allem Werke der Land Art. Der Anteil der Skulpturen wuchs in den Jahren 1999, 2000, 2001, 2002/2003 und 2010 auf 18 Werke an.

## Sammlung
- Roger Aupperle :  Ausflug an den Mummelsee (2001/10)
- Rolf Bodenseh: 7 Würfel (2000)
- Stefan Bombasi: Fester Grund (2000)
- Josef Bücheler: Waldengel – Kunst am Baum (1999)
- Sandra Eades: Spiegelnde Tore (2000)
- Armin Göhringer: Kreuzschichtung (1999)
- Albert Huber: Hängende Steine (2003)
- Reinhard Klessinger: Auf dem Weg zum Horizont (1999)
- Margaret Penelope Praed Mackworth: Hochmoorbläuling (2001)
- Karl Manfred Rennertz: Wer ist wie Gott? Flügel des Erzengel Michael (2002/03)
- Gert Riel: ohne Titel (1999)
- Robert Schad: enFIM (2001)
- Alf Setzer: ohne Titel (1999)
- Reinhard Sigle: Grün in Grün (2000)
- Reinhard Sigle: Amors Pfeile (2010)
- Gabi Streile: arboris aspectus (2001)
- Ilse Teipelke: Der Tiger des Herrn von Grimmelshausen (2000)
- Gillian White: Wave White Widded Words 2 (2002/03)

## Fotogalerie

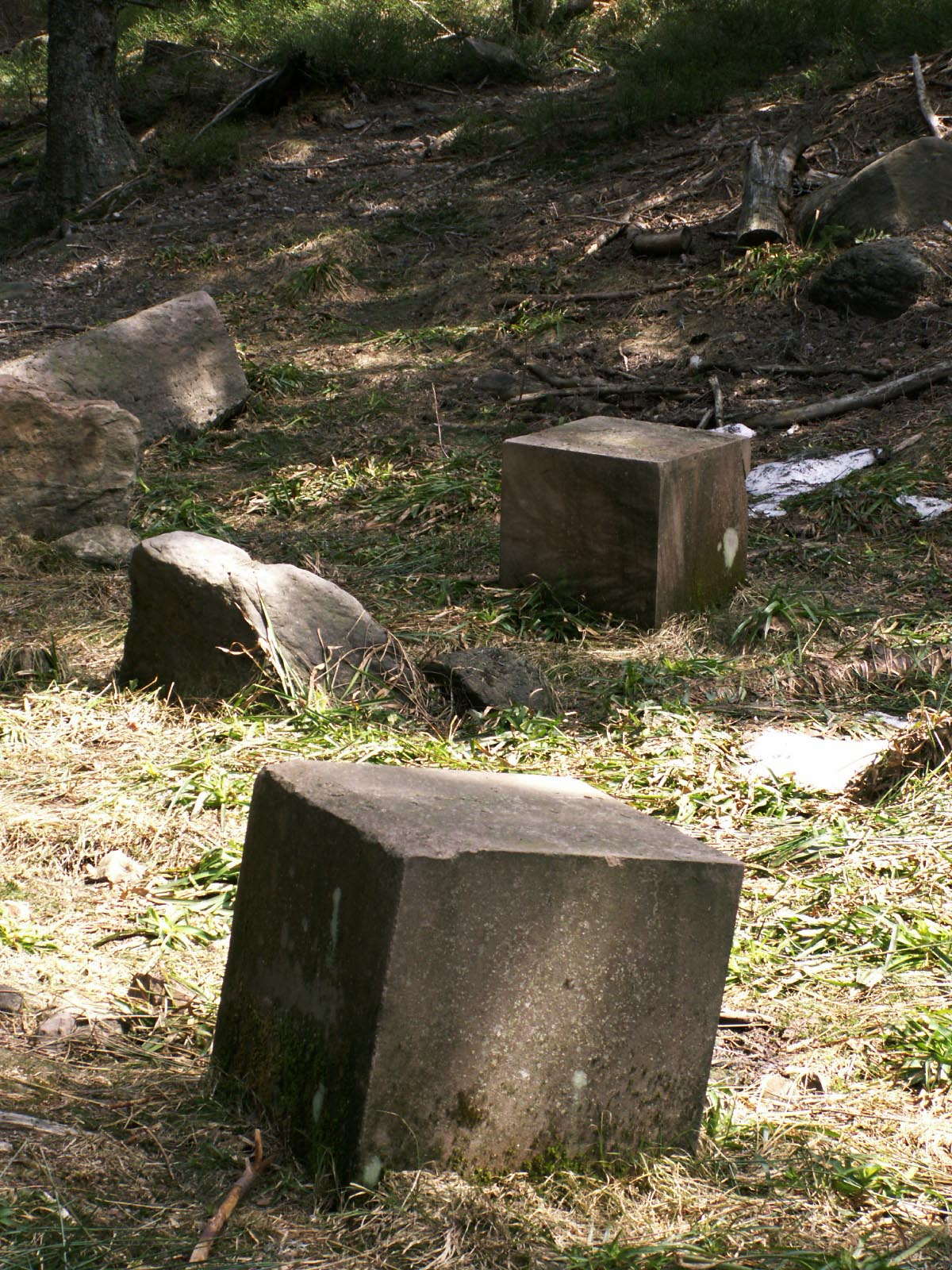
2 : 7 Würfel (2000)
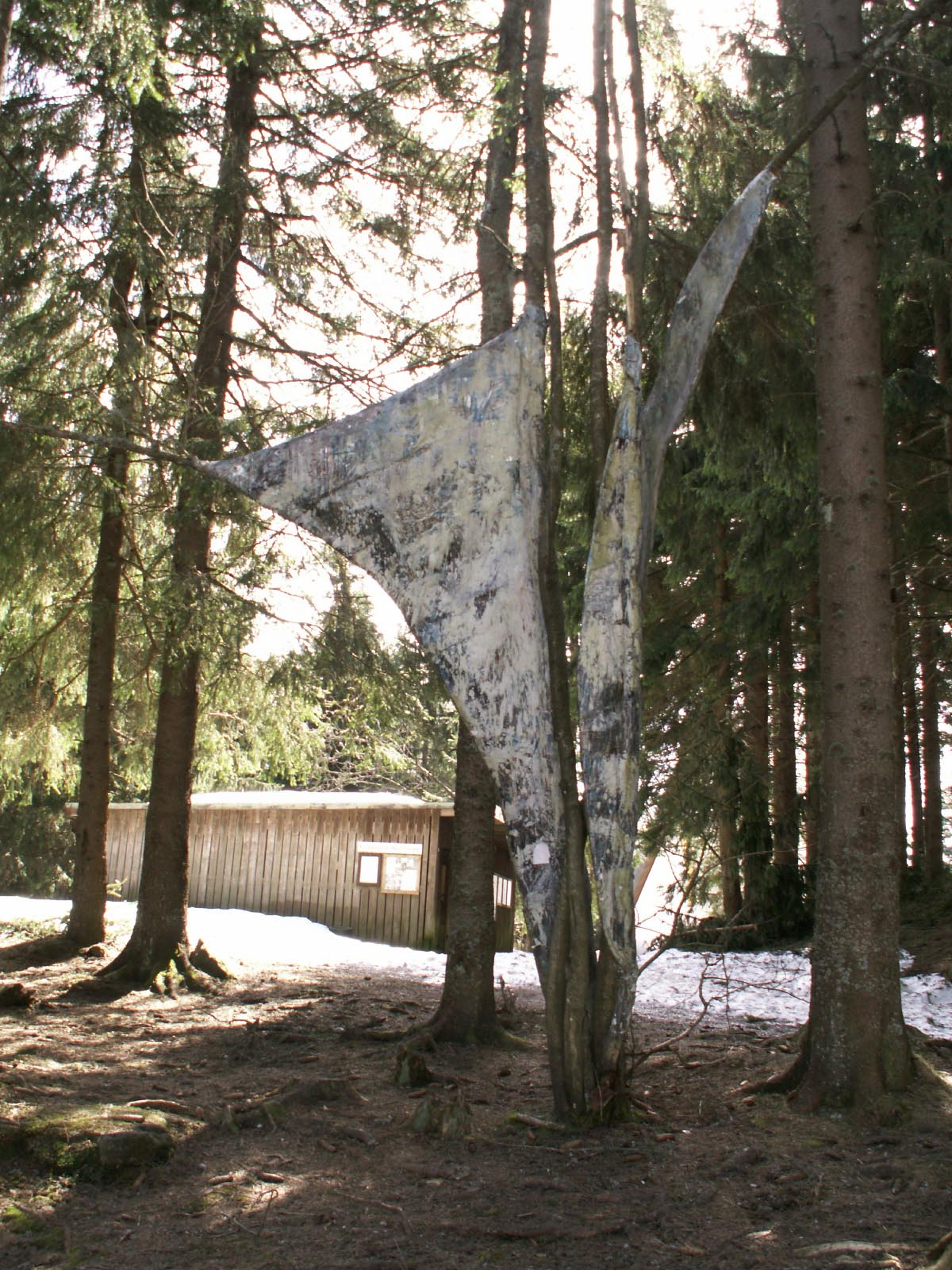
4 : Waldengel (1999)
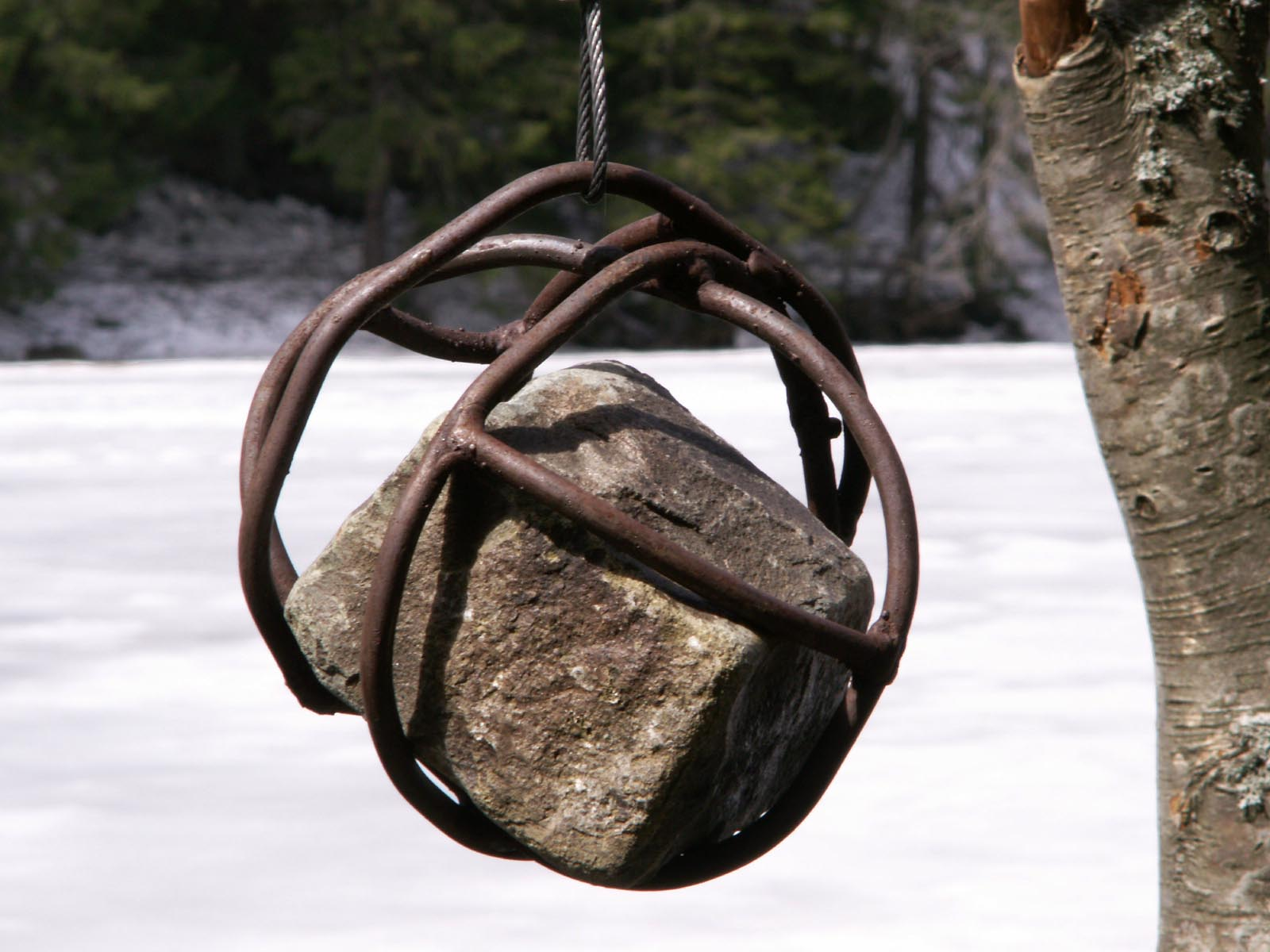
7 : Hängende Steine (2003)
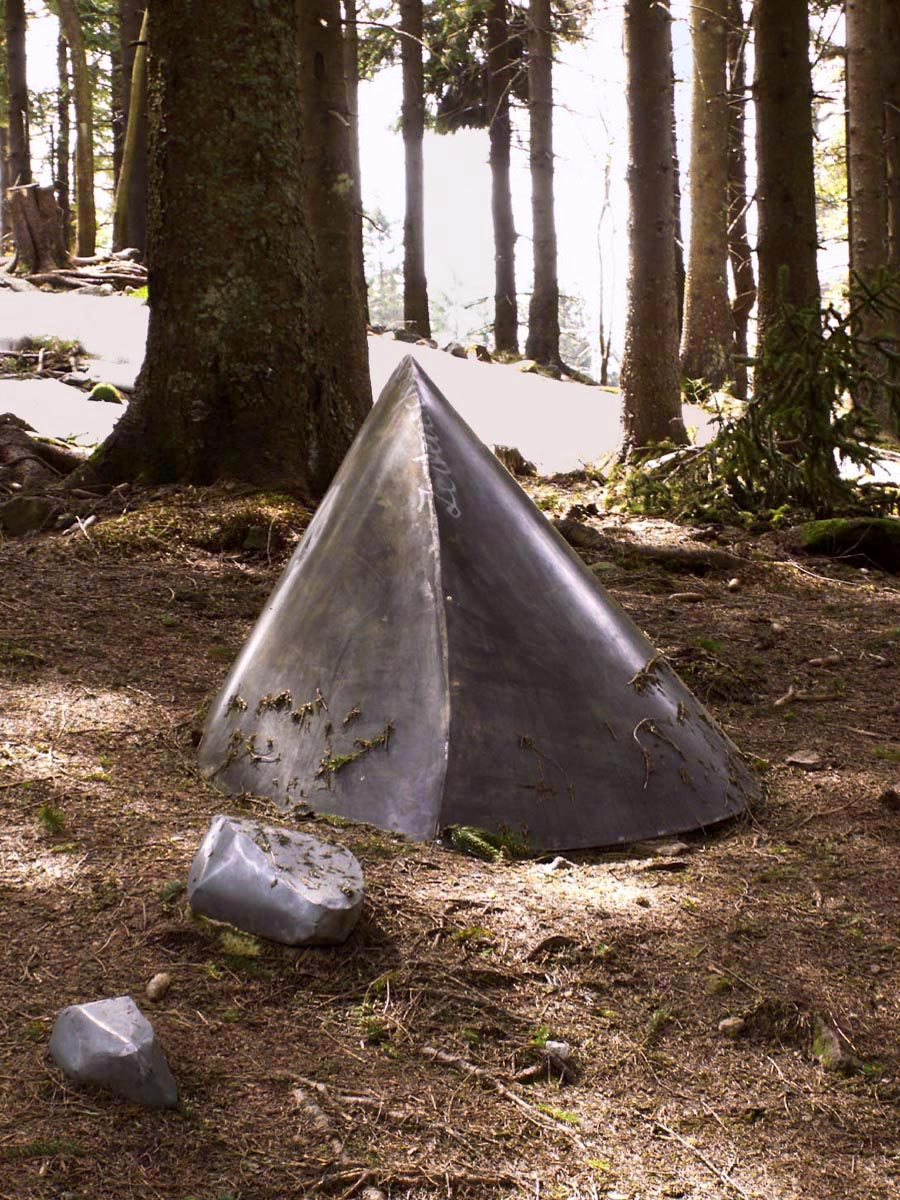
8 : Auf dem Weg zum Horizont (1999)
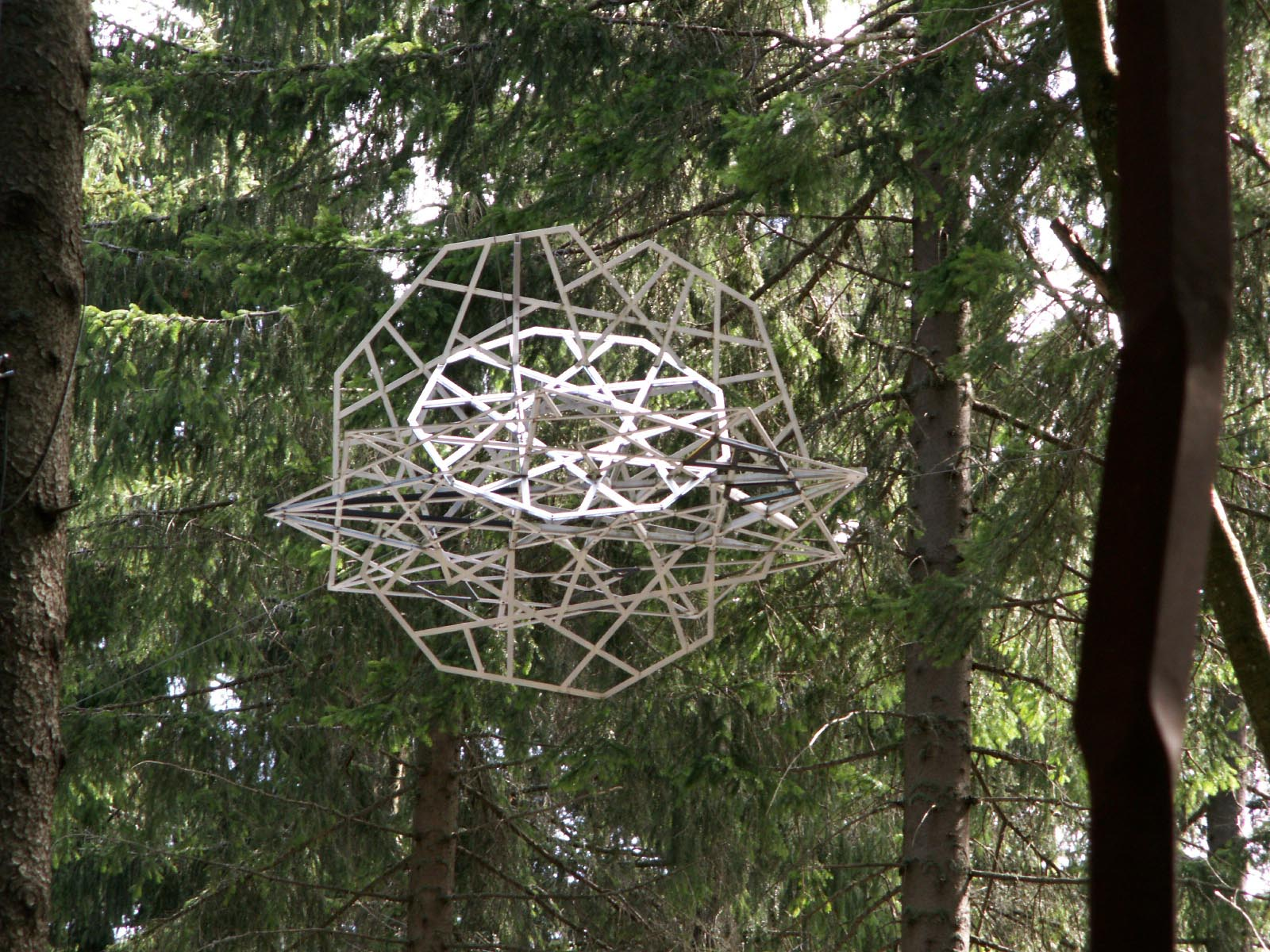
9 : Hochmoorbläuling (2001)
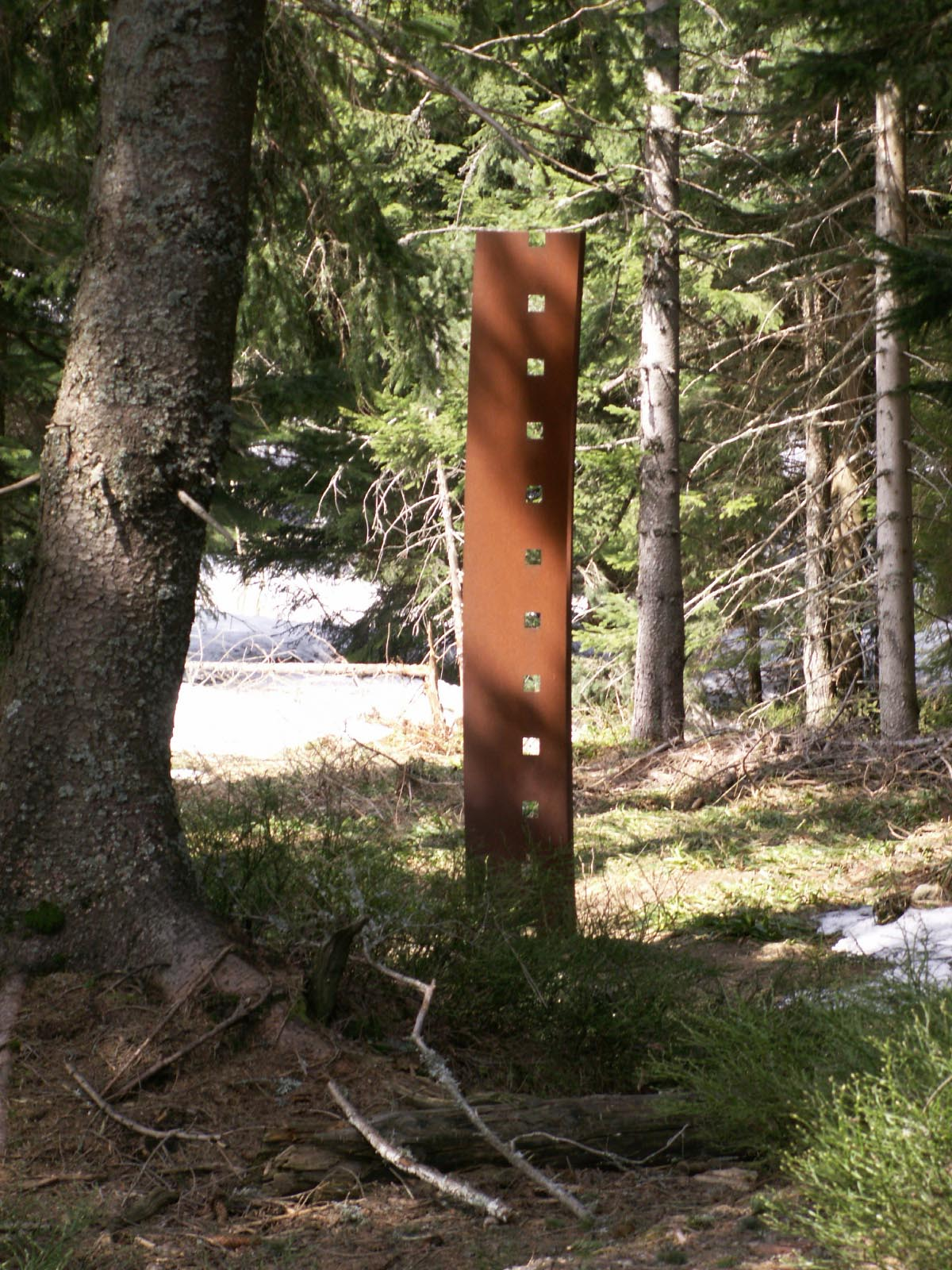
11 : ohne Titel (1999)
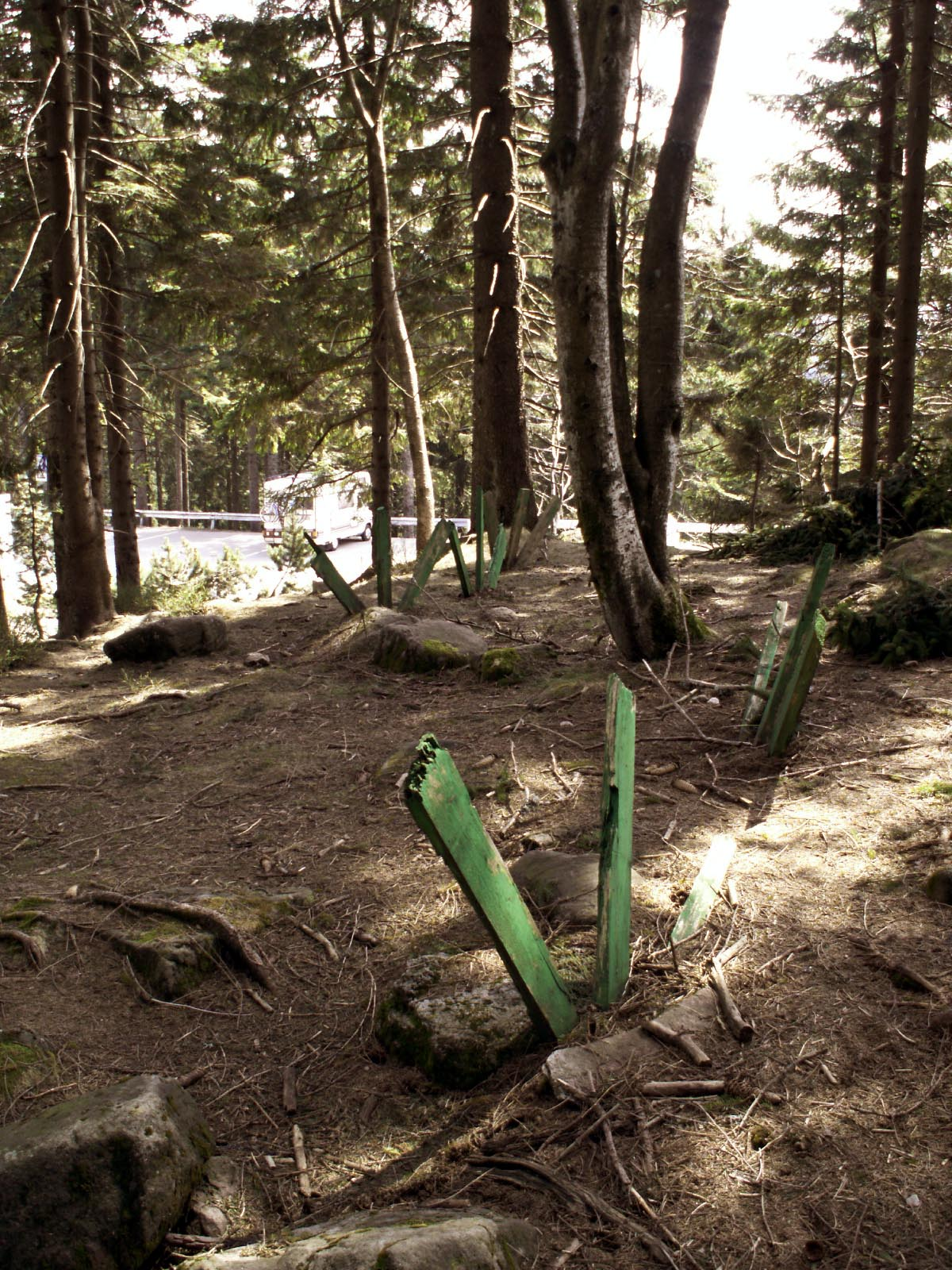
14 : Grün in Grün (2000)
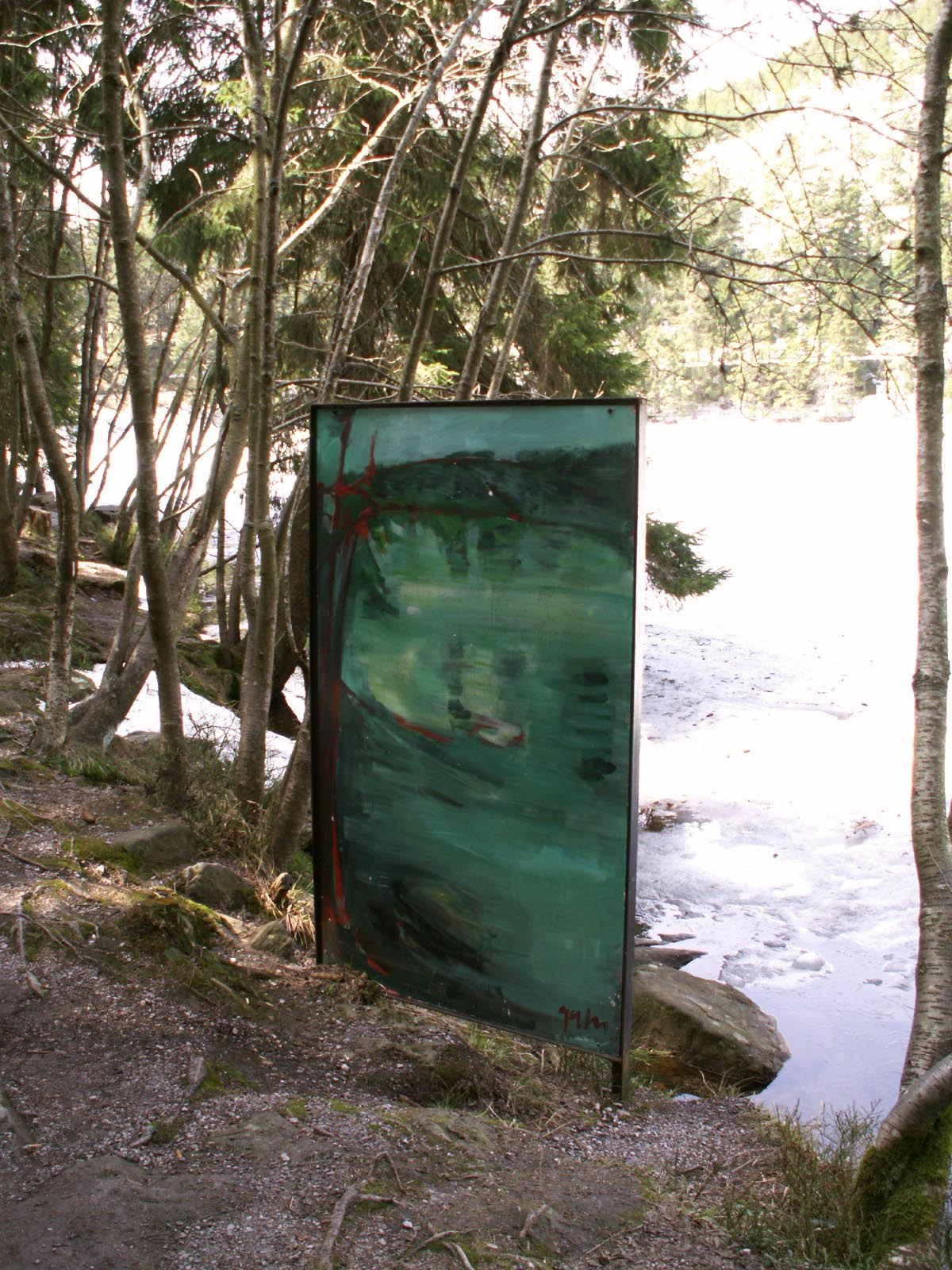
16: arboris aspectus (2001)
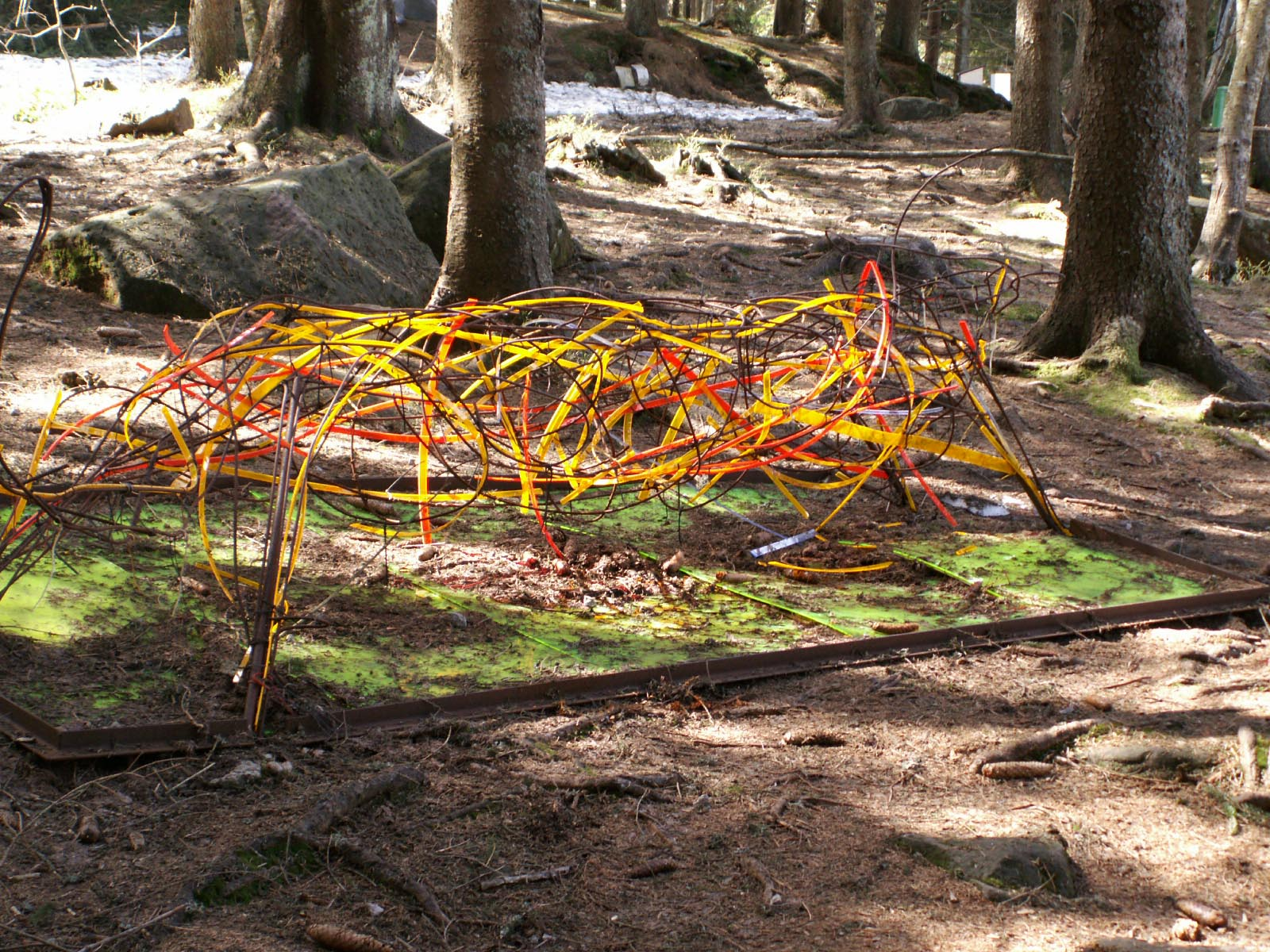
17 : Der Tiger des Herrn von Grimmelshausen (2000)
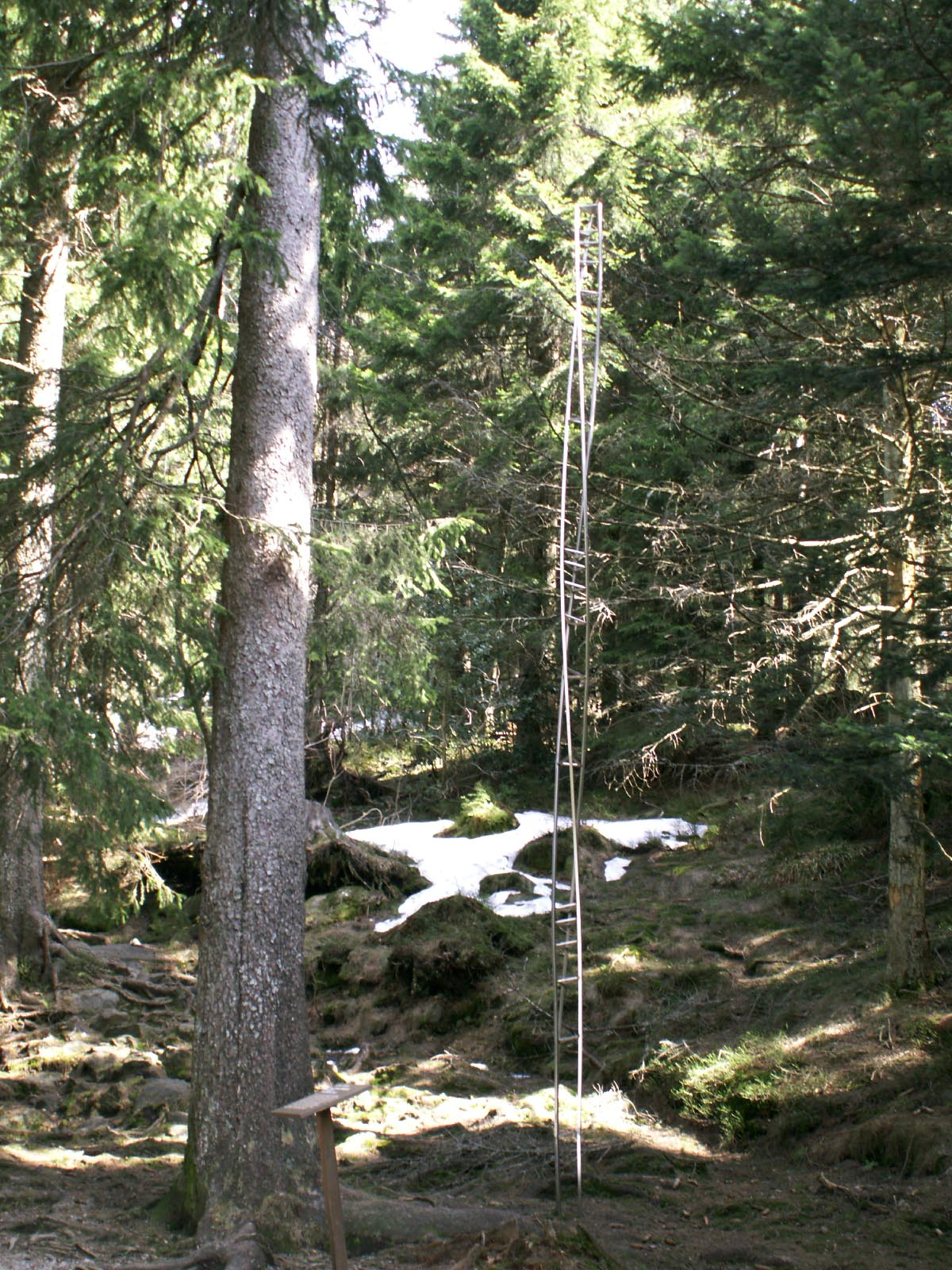
18 : Wave White Widded Words (2002/03)